# EM i curling 1983
Europamesterskabet i curling 1983 for herre- og kvindehold var det niende EM i curling. Mesterskabet blev arrangeret af European Curling Council, og turneringen blev afviklet i Rocklundahallen i Västerås, Sverige i perioden 4. – 10. december 1983. Mændenes mesterskab havde deltagelse af 14 hold, hvilket var en tangering af den hidtidige deltagerrekord, mens kvindeturneringen med 14 satte ny deltagerrekord.
Værtslandet Schweiz' hold med Amédéé Biner som kaptajn vandt europamesterskabet ved at besejre Norge i finalen med 11-2. Det var schweizernes fjerde EM-titel for mænd – de tre første blev vundet i 1976, 1978 og 1981. Sølvmedaljerne gik som nævnt Norge, som dermed vandt sølvmedaljer for tredje gang i EM-historie. Bronzemedaljerne blev vundet af de forsvarende europamestre fra Skotland, som besejrede værtslandet Sverige med 8-3 i bronzekampen. Danmark blev repræsenteret af et hold bestående af Frants Gufler, Hans Gufler, Michael Sindt og Holger Slotsager, som endte på sjettepladsen.
Sveriges hold fra Karlstads Curlingklubb med Elisabeth Högström som kaptajn vandt for sjette gang EM-titlen for kvinder ved at besejre Norge med 4-3 i finalen. Sveriges første fem EM-titler blev vundet i 1976, 1977, 1978, 1980 og 1982. Sølvmedaljerne gik som nævnt til Norge, som dermed vandt EM-sølv for anden gang. Bronzemedaljerne blev for andet år i træk vundet af Schweiz, som besejrede Skotland med 7-6 i bronzekampen. Danmark blev repræsenteret af et hold fra Hvidovre Curling Club bestående af Helena Blach, Jette Olsen, Malene Krause og Lone Kristoffersen, som endte på ottendepladsen.

## Mænd
De fjorten hold var opdelt i to grupper, hvor de syv hold mødtes alle-mod-alle (round robin-kampe), hvilket gav seks kampe til hvert hold. Vinderne og toerne af de to grupper gik videre til semifinalerne, mens de øvrige hold i gruppen spillede placeringskampe om de sekundære placeringer.
Værtslandet Schweiz' hold med Amédéé Biner som kaptajn vandt europamesterskabet ved at besejre Norge i finalen med 11-2. Det var schweizernes fjerde EM-titel for mænd – de tre første blev vundet i 1976, 1978 og 1981. Sølvmedaljerne gik som nævnt Norge, som dermed vandt sølvmedaljer for tredje gang i EM-historie. Bronzemedaljerne blev vundet af de forsvarende europamestre fra Skotland, som besejrede værtslandet Sverige med 8-3 i bronzekampen. Danmark blev repræsenteret af et hold bestående af Frants Gufler, Hans Gufler, Michael Sindt og Holger Slotsager, som endte på sjettepladsen.

### Grundspil

#### Gruppe A
| Draw | Kamp               | Res.  | Kamp                | Res.  | Kamp               | Res.  |
| ---- | ------------------ | ----- | ------------------- | ----- | ------------------ | ----- |
| 1    | Sverige - England  | 8-5   | Skotland - Danmark  | 10-30 | Frankrig – Italien | 9-2   |
| 2    | Italien – Wales    | 7-3   | Skotland – Frankrig | 6-2   | Danmark – England  | 13-30 |
| 3    | Sverige – Wales    | 11-30 | Italien – Skotland  | 7-4   | Danmark – Frankrig | 7-5   |
| 4    | Frankrig – England | 7-5   | Sverige – Italien   | 5-4   | Skotland – Wales   | 5-2   |
| 5    | Sverige – Frankrig | 10-30 | Danmark – Wales     | 7-5   | England – Italien  | 8-6   |
| 6    | Danmark – Italien  | 6-3   | Wales – England     | 7-6   | Skotland – Sverige | 8-3   |
| 7    | Skotland – England | 8-2   | Wales – Frankrig    | 4-3   | Sverige – Danmark  | 8-3   |

| Plac. | Hold     | Vundne | Tabte |
| ----- | -------- | ------ | ----- |
| 1.    | Skotland | 5      | 1     |
| 2.    | Sverige  | 5      | 1     |
| 3.    | Danmark  | 4      | 2     |
| 4.    | Frankrig | 2      | 4     |
| 5.    | Italien  | 2      | 4     |
| 6.    | Wales    | 2      | 4     |
| 7.    | England  | 1      | 5     |

#### Gruppe B
| Draw | Kamp                   | Res.  | Kamp                      | Res.  | Kamp                   | Res.  |
| ---- | ---------------------- | ----- | ------------------------- | ----- | ---------------------- | ----- |
| 1    | Schweiz - Luxembourg   | 11-30 | Vesttyskland – Finland    | 10-30 | Norge – Holland        | 6-2   |
| 2    | Finland – Østrig       | 6-3   | Norge – Schweiz           | 8-6   | Holland – Luxembourg   | 9-4   |
| 3    | Holland – Finland      | 8-4   | Norge – Vesttyskland      | 3-2   | Østrig – Luxembourg    | 11-20 |
| 4    | Norge – Østrig         | 11-50 | Vesttyskland – Luxembourg | 11-40 | Schweiz – Finland      | 7-5   |
| 5    | Vesttyskland – Holland | 5-3   | Luxembourg – Finland      | 9-6   | Schweiz – Østrig       | 8-3   |
| 6    | Schweiz – Holland      | 7-4   | Vesttyskland – Østrig     | 13-20 | Norge – Luxembourg     | 12-10 |
| 7    | Norge – Finland        | 7-2   | Holland – Østrig          | 6-0   | Schweiz – Vesttyskland | 8-2   |

| Plac. | Hold         | Vundne | Tabte |
| ----- | ------------ | ------ | ----- |
| 1.    | Norge        | 6      | 0     |
| 2.    | Schweiz      | 5      | 1     |
| 3.    | Vesttyskland | 4      | 2     |
| 4.    | Holland      | 3      | 3     |
| 5.    | Finland      | 1      | 5     |
| 6.    | Østrig       | 1      | 5     |
| 7.    | Luxembourg   | 1      | 5     |

### Slutspil og placeringskampe
| Dato                | Kamp                   | Res.                |
| Kamp om 13.-pladsen | Kamp om 13.-pladsen    | Kamp om 13.-pladsen |
| ------------------- | ---------------------- | ------------------- |
| ?                   | England - Luxembourg   | 5-4                 |
| Kamp om 11.-pladsen |                        |                     |
| ?                   | Wales - Østrig         | 5-4                 |
| Kamp om 9.-pladsen  |                        |                     |
| ?                   | Italien - Finland      | 8-2                 |
| Kamp om 7.-pladsen  |                        |                     |
| ?                   | Holland - Frankrig     | 8-6                 |
| Kamp om 5.-pladsen  |                        |                     |
| ?                   | Vesttyskland - Danmark | 6-3                 |

| Dato        | Kamp               | Res.        |
| Semifinaler | Semifinaler        | Semifinaler |
| ----------- | ------------------ | ----------- |
| ?           | Norge - Sverige    | 6-4         |
| ?           | Schweiz - Skotland | 5-4         |
| Bronzekamp  |                    |             |
| ?           | Skotland - Sverige | 8-3         |
| Finale      |                    |             |
| 10.12.      | Schweiz - Norge    | 11-20       |

### Samlet rangering
| Plac.  | Hold         | 4 (skip)       | 3                  | 2                   | 1                 |
| ------ | ------------ | -------------- | ------------------ | ------------------- | ----------------- |
| Guld   | Schweiz      | Amédéé Biner   | Walter Bielser     | Alex Aufdenblatten  | Alfred Paci       |
| Sølv   | Norge        | Kristian Sørum | Morten Søgård      | Dagfinn Loen        | Morten Skaug      |
| Bronze | Skotland     | Mike Hay       | David Hay          | David Smith         | Russell Keiller   |
| 4.     | Sverige      | Inge Granback  | Mats Svedberg      | Lars Carlsson       | Thomas Brinkeborn |
| 5.     | Vesttyskland | Keith Wendorf  | Didi Kiesel        | Sven Saile          | Heiner Martin     |
| 6.     | Danmark      | Frants Gufler  | Hans Gufler        | Michael Sindt       | Holger Slotsager  |
| 7.     | Holland      | Wim Neeleman   | Robert v.d. Cammen | Gustaaf van Imhoff  | Jheroen Tilman    |
| 8.     | Frankrig     | Henri Müller   | René Robert        | Fernand Schillinger | Claude Groff      |
| 9.     | Italien      | Andrea Pavani  | Franco Sovilla     | Giancarlo Valt      | Stefano Morona    |
| 10.    | Finland      | Pekka Kouvo    | Seppo Hietala      | Timo Korhonen       | Kai Pahl          |
| 11.    | Wales        | John Hunt      | John Stone         | Peter Williams      | Ray King          |
| 12.    | Østrig       | Jakob Küchl    | Günter Mochny      | Alois Kreidl        | Konrad Wieser     |
| 13.    | England      | Ronnie Brock   | John Brown         | Ian Coutts          | Duncan Stewart    |
| 14.    | Luxembourg   | Nico Schweich  | Bill Bannerman     | Gisbert Franz       | Georges Schweich  |

## Kvinder
De 14 hold var opdelt i to grupper, hvor de syv hold mødtes alle-mod-alle (round robin-kampe), hvilket gav seks kampe til hvert hold. Vinderne og toerne i de to grupper gik videre til semifinalerne, mens de øvrige hold i gruppen spillede placeringskampe om de sekundære placeringer.
Sveriges hold fra Karlstads Curlingklubb med Elisabeth Högström som kaptajn vandt for sjette gang EM-titlen for kvinder ved at besejre Norge med 4-3 i finalen. Sveriges første fem EM-titler blev vundet i 1976, 1977, 1978, 1980 og 1982. Sølvmedaljerne gik som nævnt til Norge, som dermed vandt EM-sølv for anden gang. Bronzemedaljerne blev for andet år i træk vundet af Schweiz, som besejrede Skotland med 7-6 i bronzekampen. Danmark blev repræsenteret af et hold fra Hvidovre Curling Club bestående af Helena Blach, Jette Olsen, Malene Krause og Lone Kristoffersen, som endte på ottendepladsen.

### Grundspil

#### Gruppe A
| Draw                                  | Kamp                      | Res.  | Kamp                 | Res.  | Kamp                  | Res.  |
| ------------------------------------- | ------------------------- | ----- | -------------------- | ----- | --------------------- | ----- |
| 1                                     | Frankrig - Norge          | 7-2   | Sverige - Luxembourg | 12-20 | Vesttyskland – Wales  | 8-4   |
| 2                                     | Vesttyskland – Luxembourg | 13-30 | Sverige – Wales      | 11-40 | Norge – Østrig        | 12-50 |
| 3                                     | Norge – Luxembourg        | 12-50 | Sverige – Frankrig   | 8-4   | Vesttyskland – Østrig | 12-40 |
| 4                                     | Frankrig – Vesttyskland   | 10-50 | Norge – Wales        | 7-1   | Sverige – Østrig      | 14-20 |
| 5                                     | Østrig – Wales            | 8-5   | Norge – Vesttyskland | 8-5   | Frankrig – Luxembourg | 10-30 |
| 6                                     | Sverige – Vesttyskland    | 4-3   | Frankrig – Østrig    | 7-6   | Wales – Luxembourg    | 8-6   |
| 7                                     | Frankrig – Wales          | 8-3   | Norge – Sverige      | 15-30 | Luxembourg – Østrig   | 8-5   |
| Tie-breaker om 1.-, 2.- og 3.-pladsen |                           |       |                      |       |                       |       |
| TB                                    | Norge – Sverige           | 6-4   | Sverige – Frankrig   | 4-3   |                       |       |

| Plac. | Hold         | Vundne | Tabte |
| ----- | ------------ | ------ | ----- |
| 1.    | Norge        | 5      | 1     |
| 2.    | Sverige      | 5      | 1     |
| 3.    | Frankrig     | 5      | 1     |
| 4.    | Vesttyskland | 3      | 3     |
| 5.    | Wales        | 1      | 5     |
| 6.    | Luxembourg   | 1      | 5     |
| 7.    | Østrig       | 1      | 5     |

#### Gruppe B
| Draw | Kamp               | Res.  | Kamp               | Res.  | Kamp               | Res.  |
| ---- | ------------------ | ----- | ------------------ | ----- | ------------------ | ----- |
| 1    | Skotland - Finland | 19-20 | Schweiz – Italien  | 11-10 | Holland – Danmark  | 9-8   |
| 2    | Schweiz – Danmark  | 7-4   | Skotland – Holland | 9-2   | England – Finland  | 13-30 |
| 3    | Italien – England  | 15-30 | Holland – Finland  | 13-40 | Skotland – Danmark | 10-20 |
| 4    | Holland – England  | 12-10 | Italien – Finland  | 12-60 | Skotland – Schweiz | 6-2   |
| 5    | Schweiz – Finland  | 10-30 | Skotland – Italien | 7-5   | Danmark – England  | 12-40 |
| 6    | Holland – Italien  | 9-8   | Schweiz – England  | 16-50 | Danmark – Finland  | 10-60 |
| 7    | Skotland – England | 12-20 | Schweiz – Holland  | 8-5   | Danmark – Italien  | 11-10 |

| Plac. | Hold     | Vundne | Tabte |
| ----- | -------- | ------ | ----- |
| 1.    | Skotland | 6      | 0     |
| 2.    | Schweiz  | 5      | 1     |
| 3.    | Holland  | 4      | 2     |
| 4.    | Danmark  | 3      | 3     |
| 5.    | Italien  | 2      | 4     |
| 6.    | England  | 1      | 5     |
| 7.    | Finland  | 0      | 6     |

### Slutspil og placeringskampe
| Dato                | Kamp                   | Res.                |
| Kamp om 13.-pladsen | Kamp om 13.-pladsen    | Kamp om 13.-pladsen |
| ------------------- | ---------------------- | ------------------- |
| ?                   | Finland - Østrig       | 8-5                 |
| Kamp om 11.-pladsen |                        |                     |
| ?                   | Luxembourg - England   | 13-60               |
| Kamp om 9.-pladsen  |                        |                     |
| ?                   | Italien – Wales        | 7-4                 |
| Kamp om 7.-pladsen  |                        |                     |
| ?                   | Vesttyskland – Danmark | 5-3                 |
| Kamp om 5.-pladsen  |                        |                     |
| ?                   | Holland – Frankrig     | 8-6                 |

| Dato        | Kamp               | Res.        |
| Semifinaler | Semifinaler        | Semifinaler |
| ----------- | ------------------ | ----------- |
| ?           | Sverige - Skotland | 9-3         |
| ?           | Norge - Schweiz    | 7-3         |
| Bronzekamp  |                    |             |
| ?           | Schweiz - Skotland | 7-6         |
| Finale      |                    |             |
| 10.12.      | Sverige - Norge    | 4-3         |

### Samlet rangering
| Plac.  | Hold         | 4 (skip)            | 3                 | 2                 | 1                   |
| ------ | ------------ | ------------------- | ----------------- | ----------------- | ------------------- |
| Guld   | Sverige      | Elisabeth Högström  | Katarina Hultling | Birgitta Sewik    | Karin Sjögren       |
| Sølv   | Norge        | Trine Trulsen       | Dordi Nordby      | Hanne Petterson   | Anne Gotteberg      |
| Bronze | Schweiz      | Erika Müller        | Barbara Meyer     | Barbara Meier     | Cristina Wirz       |
| 4.     | Skotland     | Isobell Torrance    | Margaret Craig    | Jackie Steele     | Sheila Harvey       |
| 5.     | Holland      | Laura van Imhoff    | Gerrie Veening    | Kniertje van Kuyk | Hanneke Veening     |
| 6.     | Frankrig     | Huguette Jullien    | Agnès Mercier     | Monique Tournier  | Paulette Sulpice    |
| 7.     | Vesttyskland | Andrea Schöpp       | Monika Wagner     | Anneliese Diemer  | Lore Schöpp         |
| 8.     | Danmark      | Helena Blach        | Jette Olsen       | Malene Krause     | Lone Kristoffersen  |
| 9.     | Italien      | Maria G. Costantini | Thea Valt         | Nella Alvera      | Angela Costantini   |
| 10.    | Wales        | Elizabeth Hunt      | Anne Stone        | Helen Lyon        | Jean Robinson       |
| 11.    | Luxembourg   | Cilly Schweich      | M. van den Houten | Pat Bannerman     | Marie Garritze      |
| 12.    | England      | Gwen French         | Jean Picken       | Mary Finlay       | June Henry          |
| 13.    | Finland      | Anne Eerikäinen     | Sirpa Piiroinen   | Terhi Arho        | Marita Ripatti      |
| 14.    | Østrig       | Traudl Koudelka     | Christl Naegele   | Monica Hölzl      | Herta Küchenmeister |